# 데라마에역
데라마에역(일본어: 寺前駅)은 일본 효고현 간자키 군 가미카와 정에 위치한 서일본 여객철도 반탄 선의 철도역이다. 단선 · 섬식의 형태를 합친 2면 3선 구조의 복합 승강장을 갖춘 지상역이다.

## 타는 곳
| 1 · 2 · 3 | ■ 반탄 선 | 하행 | 와다야마 방면          | 특급 '하마카제'는 양 방향으로도 3번 승강장으로부터 발차 |
| 1 · 2 · 3 | ■ 반탄 선 | 상행 | 후쿠사키 · 히메지 방면 | 특급 '하마카제'는 양 방향으로도 3번 승강장으로부터 발차 |

## 이용 현황
| 승차 인원 추이 | 승차 인원 추이 |
| 연도           | 1일 평균       |
| -------------- | -------------- |
| 2000           | 829            |
| 2001           | 779            |
| 2002           | 707            |
| 2003           | 662            |
| 2004           | 633            |
| 2005           | 582            |
| 2006           | 557            |
| 2007           | 516            |
| 2008           | 514            |
| 2009           | 489            |
| 2010           | 473            |

## 역 주변
- 가미카와 정청
- 미네야마 고원
- 가미카와 정 관광 협회

## 인접 역
| 서일본 여객철도 반탄 선 | 서일본 여객철도 반탄 선 | 서일본 여객철도 반탄 선 |
| ----------------------- | ----------------------- | ----------------------- |
| 시·종착역               | ■ 특급 '하마카제 호     | 이쿠노 돗토리 방면      |
| 니노 히메지 방면        | ■ 보통                  | 하세 와다야마 방면      |